# Здание Главного Артиллерийского управления

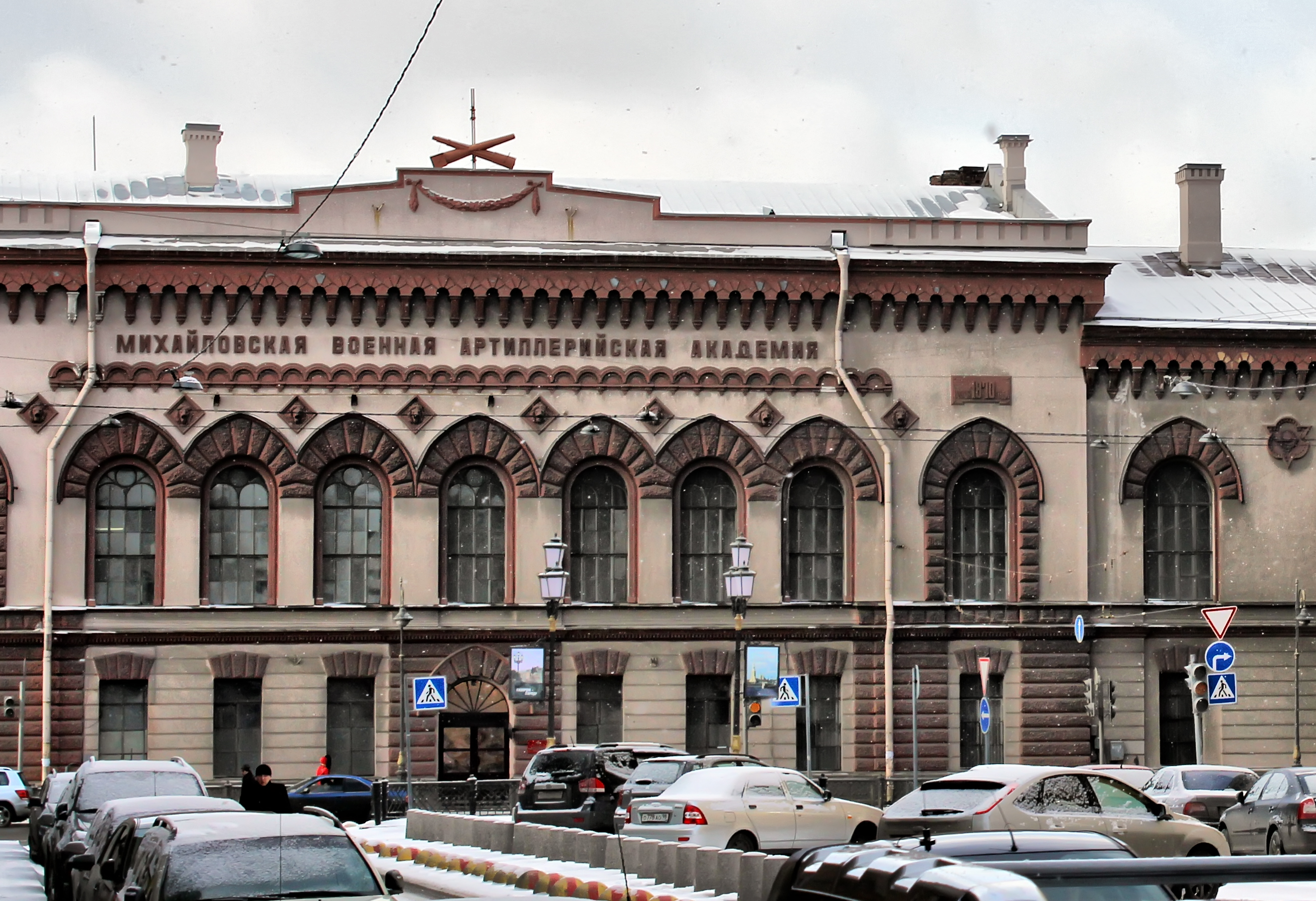

Здание Главного Артиллерийского управления — памятник архитектуры. Расположен в Санкт-Петербурге, современный адрес дома — Литейный проспект, 3.
Дом построен в 1808 году по проекту Ф. И. Демерцова. Главный фасад выходит на проспект, его центр был выделен восьмиколонным портиком, по краям здания стояли два павильона, оформленные как триумфальные арки. Стены были рустованы, перед фасадом стояло 16 пушек и 2 мортиры. До 1850 года в здании располагались основные мастерские Арсенала, освободившиеся помещения переоборудовали в орудийные мастерские, со временем ставшие заводом, требовавшим перестройки. Перестройку осуществили Р. Р. Генрихсен и К. Б. Пранг, убравшие колоннаду и украшение фризов арматурами. В конце XIX века здание перестраивали ещё несколько раз.
17-20 марта 1840 года в здании содержался арестантом после дуэли с Барантом М. Ю. Лермонтов, здесь было написано стихотворение «Журналист, читатель и писатель». На этой же гауптвахте содержался за повесть «Запутанное дело» в 1848 году М. Е. Салтыков.
В комплекс зданий управления входят:
Административный корпус (к. 1)
- 1799—1801 — Демерцов Федор Иванович, строительство цейхгаузов
- 1808—1810 — Демерцов Федор Иванович, перестройка и объединение цейхгаузов
- 1870-е — фон Генрихсен Роман Романович, перестройка

Левое крыло цейхгаузов (к. 2, 3, 4). Корпуса Главного артиллерийского управления
- 1799—1801 — Демерцов Федор Иванович, строительство цейхгаузов
- 1870-е — фон Генрихсен Роман Романович, перестройка цейхгаузов, строительство внутренних корпусов
- 1910-е — перестройка корпусов по ул. Чайковского под мастерские Оружейного завода, автор неизвестен
- 1952—1953 — Фогт А. Ф., надстройка, реконструкция угловой части

Правое крыло цейхгаузов (к. 24). Корпус Гильзового отделения СПб патронного завода
- 1799—1801 — Демерцов Ф. И., строительство цейхгаузов
- 1870-е — фон Генрихсен Роман Романович, перестройка

Здание старой сверлильной машины (корп. 5). Корпуса Главного артиллерийского управления
- XVIII век, автор не установлен
- 1799—1801 — Демерцов Федор Иванович
- 1870-е — фон Генрихсен Роман Романович, перестройка

Здание новой сверлильной машины (к. 6). Школа юнкеров
- 1799—1801 — Демерцов Федор Иванович
- 1804 — Демерцов Федор Иванович, перестройка под школу
- Впоследствии надстроено

Две кузницы — (к. 12, 16). Служебные постройки Гильзового отделения СПб патронного завода
- 1799 — Демерцов Федор Иванович
- 1870-е — фон Генрихсен Роман Романович, перестройка

Здание управления Гильзового отделения СПб патронного завода (к. 21)
- 1870—1880-е — автор не установлен

Производственные здания Орудийного завода
- 1880-е, 1893 — Сарандаки Василий Васильевич

Здание Орудийного завода, ул. Чайковского, 14
- 1910-е(?) — Симонов Владимир Яковлевич